# Huỳnh long độc kiếm
Huỳnh long độc kiếm (còn gọi là Huỳnh long kiếm pháp, Huỳnh long đơn kiếm hay Huỳnh long thảo pháp) là bài đơn kiếm được Hội nghị chuyên môn toàn quốc lần 3 do Liên đoàn Võ thuật Cổ truyền Việt Nam tổ chức năm 1995 lựa chọn đưa vào danh sách các bài quốc võ. Sau hội nghị, các võ sư và các huấn luyện viên đã dần đưa bài vào giảng dạy và thi đấu bắt buộc tại các võ đường võ cổ truyền trên toàn quốc.

## Lịch sử
Theo võ sư Phạm Đình Trọng ở Lâm Đồng, bài Huỳnh long độc kiếm có nguồn gốc như sau: trong thời Minh Thái Tổ Chu Nguyên Chương, có ông Trương Tam Phong (chỉ trùng tên, không phải Trương Tam Phong của phái Võ Đang) tinh thông văn võ, đã vẽ tặng bạn là Âu Dương Phương 9 bức họa đồ, trong đó có hai bức Ngũ long nhập động (5 rồng vào động) và Ngũ long xuất động (5 rồng rời động). Đến thời Hậu Lê, ở Việt Nam võ sư Sa Viên, hiệu là Sơn Nhân, sau khi xem hai bức họa trên đã diễn tả thành hai bộ quyền kiếm là Ngũ long quyền và Ngũ long kiếm. Hai bộ quyền kiếm nói trên thuộc sở hữu của môn phái Sa môn võ đạo, trong đó bài Huỳnh long độc kiếm thuộc bộ Ngũ long kiếm được Liên đoàn Võ thuật Cổ truyền Việt Nam lựa chọn.

## Lời thiệu
Lời thiệu của bài viết bằng thể thơ lục bát gồm 16 câu. Một số câu chưa được tiệp vần cho thấy rất có thể lời thiệu đã ít nhiều bị thiếu sót, sai lạc qua thời gian:
Diện tiền bái tổ kính sư
Hồi thân thủ bộ vẽ người hiên ngang
Kiếm ôm theo bộ xung thiên
Tả hữu song chỉ mình nghiêng thế chào
Phụng đầu thế kiếm dương cao
Thối lui hạ bộ nhập vào chém ngang
Chém rồi bên tả tránh sang
Hữu môn thượng mã kiếm ngang chân mày
Kiếm loan long ẩn vân phi
Sơn đầu hạc lập đâm ngay hạ đàn
Rút về phong tỏa đôi bên
Dùng đòn hạc tấn tiến lên chớ chầy
Xà hành nghịch thủy cho hay
Tàng đầu lộ vĩ chém bay qua đầu
Thoái hồi đơn phụng quang châu
Chân theo xà tấn kiếm hầu tổ sư.

## Đặc điểm
Sử dụng trường kiếm có độ dài khoảng 0,8m đến 1m.